# Iapyx fils d'Iasos
Pour les articles homonymes, voir Iapyx.

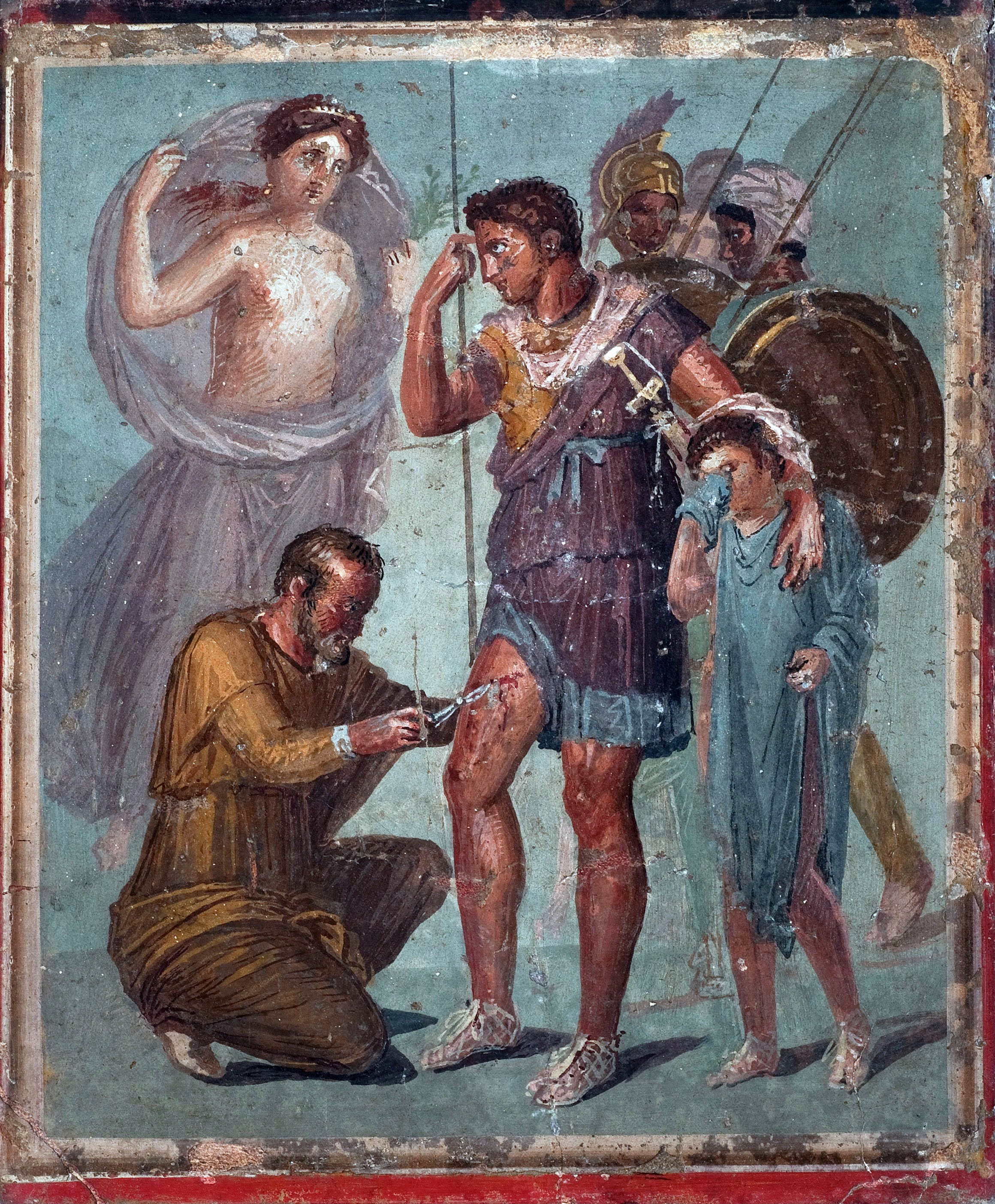
Scène de l’Énéide : Iapyx retirant le fer de la jambe d'Énée avec le fils d'Énée, Ascagne, fondant en larmes.

Dans la mythologie grecque, Iapyx (en grec ancien Ἰάπυξ / Iápux) est le fils d'Iasos. Il fut l'objet des amours d'Apollon dans sa première jeunesse. Ce dieu lui offrit tous ses dons, son arc, ses flèches, sa lyre et sa science augurale. Mais dans le désir de prolonger les jours de son père infirme, Iapyx aima mieux qu'Apollon lui dévoilât les vertus salutaires des plantes et qu'il lui apprît à guérir les hommes, art qu'il préféra à des arts plus brillants.
Dans l’Énéide, Virgile nous relate au chant XII (391-402) qu'Énée ayant été blessé dangereusement dans un combat, Iapyx fut appelé pour panser sa plaie. Il trouva ce prince des Troyens souffrant les plus vives douleurs tranquillement appuyé sur sa javeline au milieu de ses amis gémissants et à côté de lui son fils Ascagne fondant en larmes. Le vieillard suivant l'usage des médecins ayant retroussé sa robe essaye en vain de tirer le fer de la plaie soit avec les doigts, soit avec la pince. Il applique aussi inutilement sur la blessure des simples dont il connait la vertu et l'usage.
Le succès ne couronne pas ses travaux et la science d'Apollon, son maître, n'est d'aucun secours. Alors Vénus touchée des souffrances de son fils descend du ciel enveloppée d'un nuage et lui apporte du dictamne qu'elle a cueilli elle-même sur le mont Ida en Crète. Elle en jette secrètement dans le vase rempli d'eau où Iapyx avait infusé les autres simples ; elle y mêle un élixir d’ambroisie avec de l'odoriférante panacée. Le médecin lave la plaie avec l'eau qu'il a préparée ignorant la vertu ajoutée par Vénus. Aussitôt les douleurs cessent ; le sang s'arrête ; le trait sans aucun effort suit la main qui le tire et en un moment Énée recouvre toutes ses forces.